# Elezioni presidenziali in Guinea del 2020
Le elezioni presidenziali in Guinea del 2020 si sono tenute il 18 ottobre.

## Risultati
| Alpha Condé            | Raggruppamento del Popolo Guineano                | 2 438 815 | 59,50 |  |  |  |  |  |
| Cellou Dalein Diallo   | Unione delle Forze Democratiche di Guinea         | 1 372 920 | 33,49 |  |  |  |  |  |
| Abdoulaye Abé Sylla    | Nuova Generazione per la Repubblica               | 63 676    | 1,55  |  |  |  |  |  |
| Ousmane Kaba           | Partito dei Democratici per lo Spirito            | 48 623    | 1,19  |  |  |  |  |  |
| Ousmane Doré           | Movimento Nazionale per lo Sviluppo               | 46 235    | 1,13  |  |  |  |  |  |
| Makalé Traoré          | Fronte per l'Alleanza Nazionale                   | 29 958    | 0,73  |  |  |  |  |  |
| Makalé Camara          | Partito dell'Azione Cittadina per il Lavoro       | 29 589    | 0,72  |  |  |  |  |  |
| Abdoul Kabèlè Camara   | Raggruppamento Guineano per lo Sviluppo           | 22 507    | 0,55  |  |  |  |  |  |
| Abdoulaye Kourouma     | Raggruppamento per la Rinascita e lo Sviluppo     | 19 073    | 0,47  |  |  |  |  |  |
| Moro Mandjouf Sidibé   | Alleanza delle Forze del Cambiamento              | 10 362    | 0,25  |  |  |  |  |  |
| Laye Souleymane Diallo | Partito della Libertà e del Progresso             | 9 619     | 0,23  |  |  |  |  |  |
| Bouya Konaté           | Unione per la Difesa degli Interessi Repubblicani | 7 544     | 0,18  |  |  |  |  |  |
| Totale                 | Totale                                            | 4 098 921 | 100   |  |  |  |  |  |
|                        |                                                   |           |       |  |  |  |  |  |
| Voti non validi        | Voti non validi                                   | 168 653   | 3,95  |  |  |  |  |  |
| Votanti                | Votanti                                           | 4 267 574 |       |  |  |  |  |  |

- Secondo i risultati ufficiali, i voti validi sono 4.099.152 e i votanti 4.267.594 (entrambi i dati sono incoerenti con la sommatoria dei voti indicati dagli stessi risultati ufficiali).
- Secondo i risultati provvisori, i voti di Makalé Traoré e di Makalé Camara sono invertiti.